# Elimination Chamber 2010
Elimination Chamber 2010 è stata la prima edizione dell'omonimo evento in pay-per-view prodotto annualmente dalla WWE. L'evento si è svolto il 21 febbraio 2010 allo Scottrade Center di Saint Louis (Missouri).
Il concetto principale dell'evento è ruotato intorno al fatto di avere come match principali
due Elimination Chamber matches, una per il WWE Championship di Raw e una per il World Heavyweight Championship di SmackDown!, e a questo è dovuto il nome del PPV (votato dai fan attraverso il sito ufficiale della WWE, che hanno potuto scegliere tra questo, "Heavy Metal", "Battle Chamber", "Chamber of Conflict", o la vecchia nomina del PPV: "No Way Out").
Poco prima dell'inizio dell'Elimination Chamber match per il World Heavyweight Championship, accade un episodio davvero singolare: The Undertaker, durante il suo ingresso sul ring, fu coinvolto in un incidente pirotecnico provocato dalle fiamme a sparare da sotto la rampa d'entrata. Ha poi iniziato e combattuto comunque il match, ma gli furono date alcune bottiglie d'acqua con cui lo stesso poté raffreddarsi le gambe, il petto e il viso, arrossati notevolmente a causa delle varie ustioni. La sua partecipazione all'incontro fu consentita solo dopo essere stato brevemente curato da un medico a bordo ring.

## Storyline
Nella puntata di Raw del 1º febbraio il General Manager della serata, William Shatner, annunciò un Elimination Chamber match con in palio il WWE Championship di Sheamus per Elimination Chamber. Più avanti, la sera stessa, si svolsero degli incontri per determinare gli altri contendenti al titolo; dai quali si qualificarono John Cena (sconfiggendo Cody Rhodes), lo Unified WWE Tag Team Champion Triple H (sconfiggendo Jack Swagger), Randy Orton (sconfiggendo lo Unified WWE Tag Team Champion Shawn Michaels), Ted DiBiase (sconfiggendo Mark Henry) e Kofi Kingston (sconfiggendo Big Show per squalifica).
Nella puntata di SmackDown del 5 febbraio il General Manager dello show, Theodore Long, annunciò un Elimination Chamber match con in palio il World Heavyweight Championship di The Undertaker per Elimination Chamber. Più avanti, la sera stessa, si svolsero degli incontri per determinare gli altri contendenti al titolo; dai quali si qualificarono John Morrison (sconfiggendo l'Intercontinental Champion Drew McIntyre e Kane in un Triple Threath match), R-Truth (sconfiggendo Mike Knox), CM Punk (sconfiggendo Batista per count-out), Chris Jericho (sconfiggendo Matt Hardy) e Rey Mysterio (sconfiggendo Dolph Ziggler).
Nella puntata di SmackDown del 12 febbraio, il match tra Kane e l'Intercontinental Champion Drew McIntyre terminò in doppio count-out dopo che Kane aveva colpito McIntyre con una Chokeslam fuori dal ring. Un match tra i due con in palio l'Intercontinental Championship fu poi sancito per Elimination Chamber.
Nella puntata di Raw del 4 gennaio, dopo che la Divas Champion Melina era stata costretta a rendere vacante il titolo a causa di un infortunio al legamento crociato anteriore (legit), fu annunciato un torneo per decretare la nuova detentrice del Divas Championship. Nella puntata di Raw del 25 gennaio Maryse e Gail Kim si qualificarono per la finale del torneo dopo aver rispettivamente sconfitto Eve Torres e Alicia Fox in semifinale. La finale tra Maryse e la Kim con in palio il vacante Divas Championship fu poi annunciata per Elimination Chamber.

## Risultati
| #    | Incontri                                                                                      | Stipulazioni                                                    | Durata |
| ---- | --------------------------------------------------------------------------------------------- | --------------------------------------------------------------- | ------ |
| Dark | Christian ha sconfitto Ezekiel Jackson                                                        | Single match                                                    | —      |
| 1    | John Cena ha sconfitto Kofi Kingston, Randy Orton, Sheamus (c), Ted DiBiase Jr. e Triple H    | Elimination chamber match per il WWE Championship               | 30:10  |
| 2    | Batista ha sconfitto John Cena (c)                                                            | Single match per il WWE Championship                            | 00:32  |
| 3    | Drew McIntyre (c) ha sconfitto Kane                                                           | Single match per il WWE Intercontinental Championship           | 10:06  |
| 4    | Layla e Michelle McCool hanno sconfitto Gail Kim e Maryse                                     | Tag team match                                                  | 03:35  |
| 5    | The Miz (c) (con Big Show) ha sconfitto Montel Vontavious Porter (con Mark Henry)             | Single match per il WWE United States Championship              | 13:02  |
| 6    | Chris Jericho ha sconfitto CM Punk, John Morrison, R-Truth, Rey Mysterio e The Undertaker (c) | Elimination chamber match per il World Heavyweight Championship | 35:40  |

### Elimination chamber match per il WWE Championship
| N° eliminazione | Wrestler      | N° ingresso | Eliminato da  | Tempo |   |
| --------------- | ------------- | ----------- | ------------- | ----- | - |
| 1°              | Randy Orton   | 4°          | Ted DiBiase   | 23:56 |   |
| 2°              | Ted DiBiase   | 5°          | Kofi Kingston | 25:24 |   |
| 3°              | Kofi Kingston | 2°          | Sheamus       | 26:02 |   |
| 4°              | Sheamus (c)   | 1°          | Triple H      | 28:38 |   |
| 5°              | Triple H      | 3°          | John Cena     | 30:30 |   |
| Vincitore       | John Cena     | 6°          | —             | —     | — |

### Elimination chamber match per il World Heavyweight Championship
| N° eliminazione | Wrestler           | N° ingresso | Eliminato da   | Tempo |   |
| --------------- | ------------------ | ----------- | -------------- | ----- | - |
| 1°              | R-Truth            | 1°          | CM Punk        | 03:34 |   |
| 2°              | CM Punk            | 2°          | Rey Mysterio   | 09:58 |   |
| 3°              | Rey Mysterio       | 3°          | John Morrison  | 20:00 |   |
| 4°              | John Morrison      | 5°          | The Undertaker | 28:24 |   |
| 5°              | The Undertaker (c) | 6°          | Chris Jericho  | 35:40 |   |
| Vincitore       | Chris Jericho      | 4°          | —              | —     | — |